# Makrokylindrus (Makrokylindrus) mystacinus
Makrokylindrus (Makrokylindrus) mystacinus is een zeekommasoort uit de familie van de Diastylidae. De wetenschappelijke naam van de soort is voor het eerst geldig gepubliceerd in 1886 door Sars.